# Madeleinea lolita
Madeleinea lolita (лат.) — вид бабочек-голубянок рода Madeleinea из подсемейства Polyommatinae (Lycaenidae). Неотропика.

## Распространение
Южная Америка: север Перу (регион Амасонас, Huambo).

## Описание
Длина переднего крыла самцов 10 мм. Основная окраска черновато-коричневая (с металлическим голубоватым отблеском) и серовато-коричневая. Вид был впервые описан в 1993 году венгерским энтомологом Золтаном Балинтом (Zoltan Bálint; Hungarian Natural History Museum, Будапешт, Венгрия) по единственному голотипу, собранному более века тому назад, в 1889 году в Перу, и всё это время хранившемуся в коллекциях Британского музея естественной истории в Лондоне под номером 19173. Видовое название M. lolita было дано в честь Лолиты, персонажа романа В. Набокова Лолита.